# Língua moldava

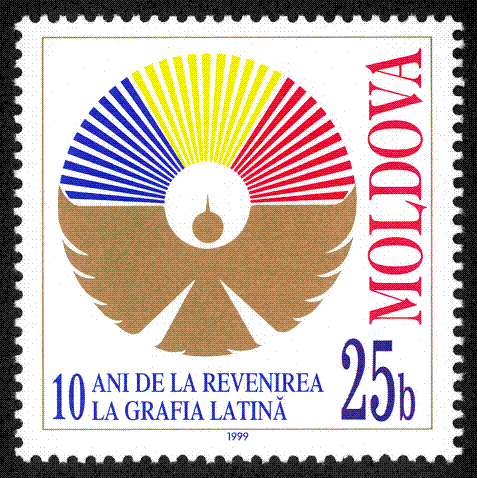
Selo moldávio de 1999 celebrando dez anos de retorno à grafia em caracteres latinos.

O moldávio, moldavo ou língua moldava (limba moldovenească) foi a língua romena na Moldávia soviética, nome também utilizado após a proclamação da independência em 1991 no artigo 13, parágrafo 1 da Constituição da República da Moldávia até 2023.
Atualmente, a nível oficial, o termo "língua moldava" não existe mais no artigo 13 da Constituição da República da Moldávia, conforme foi alterado em 16 de março de 2023. É também o nome oficial para a língua romena falada no território da Transnístria, estado autodeclarado independente, mas não internacionalmente reconhecido.
No nível oficial, o Tribunal Constitucional interpretou em 2013 que o artigo 13 da atual constituição é substituído pela Declaração de Independência, dando assim o estatuto oficial à língua nomeada como "romena". A região separatista da Transnístria continua a reconhecer o "moldávio" como uma das suas línguas oficiais, juntamente com o russo e o ucraniano.
"Moldávio" pode também referir-se a determinadas falas da região chamada Moldávia dentro do território da atual Roménia, sendo uma das variantes coloquiais do romeno.
O moldávio é normalmente escrito em caracteres latinos, mas até 1989 (durante a ocupação soviética) era escrito em caracteres cirílicos. Atualmente, o moldávio é escrito em alfabeto cirílico apenas na Transnístria.